# 3GPP

Il logo 3GPP

Third Generation Partnership Project (3GPP) è un accordo di collaborazione, formalizzato nel dicembre 1998, fra enti che si occupano di standardizzare sistemi di telecomunicazione in diverse parti del mondo.
In questo momento fanno parte del 3GPP:  ARIB e TTC (Giappone), CCSA (Cina), ETSI (Europa), ATIS (Nord America), TSDSI (India), TTA (Corea).
L'obiettivo originale del 3GPP era di produrre specifiche tecniche per un sistema mobile di terza generazione basato sulla Core Network GSM e sulla tecnologia di accesso radio Universal Terrestrial Radio Access (UTRA).
Successivamente al 3GPP è stato chiesto di controllare e migliorare le specifiche tecniche per il GSM includendo tecnologie di accesso più moderne come il GPRS e l'EDGE, per poi produrre gli standard per il 4G ed il 5G attualmente in uso. Ad oggi sta lavorando sull'evoluzione del 5G e preparando gli sviluppi per il 6G.